# Prognathodes marcellae
Prognathodes marcellae là một loài cá biển thuộc chi Prognathodes trong họ Cá bướm. Loài này được mô tả lần đầu tiên vào năm 1950.

## Từ nguyên
Từ định danh marcellae được đặt theo tên của bà Marcelle Aen Poll (nhũ danh Boom), vợ của tác giả Max Poll, mà theo ông là một “người cộng sự rộng lượng và tận tụy”.

## Phạm vi phân bố và môi trường sống
P. marcellae được phân bố dọc theo vùng bờ biển Tây Phi, từ Sénégal trải dài đến Angola, bao gồm cả quốc đảo Cabo Verde ở ngoài khơi và São Tomé và Príncipe trong vịnh Guinea; sau đó được biết đến thêm tại đảo Tenerife (thuộc quần đảo Canaria). Chúng sống trên các rạn viền bờ ở vùng nước tương đối sâu, ở độ sâu khoảng từ 12 đến 140 m.

## Mô tả
Chiều dài lớn nhất được ghi nhận ở P. marcellae là 12 cm. P. marcellae có màu xám bạc hoặc màu vàng óng. Một dải sọc đen từ các gai vây lưng trước băng qua mắt và kéo dài xuống hàm dưới. Dải đen thứ hai nằm ở thân sau, kéo dài từ gai vây lưng sau xuống vây hậu môn. Vây hậu môn và vây bụng luôn có màu vàng. Vây đuôi trong mờ. Dải viền phía sau vây lưng màu vàng. Vệt vàng nổi bật trên gốc vây ngực.
Số gai ở vây lưng: 13; Số tia vây ở vây lưng: 19–20; Số gai ở vây hậu môn: 3; Số tia vây ở vây hậu môn: 15–16; Số gai ở vây bụng: 1; Số tia vây ở vây bụng: 5.

## Sinh thái học
Thức ăn của P. marcellae là các loài thủy sinh không xương sống. Chúng thường bơi theo cặp vào thời điểm sinh sản.